# Chalfont, Pennsylvania
Chalfont är en kommun (borough) i Bucks County i Pennsylvania. Vid 2010 års folkräkning hade Chalfont 4 009 invånare.